# 莒溪镇 (连城县)
莒溪镇，是中华人民共和国福建省龙岩市连城县下辖的一个乡镇级行政单位。

## 行政区划
莒溪镇下辖以下地区：
莒市村、莒莲村、詹坑村、壁洲村、小莒村、墩坑村、墙里村、后埔村、吴坑村、隔口村、溪源村、乐地村、厦庄村、陈地村、厦地村、高地村、铁山罗地村、坪坑村、太平寮村、池家山村和梅村头村。

## 中国传统村落
壁洲村获评第一批“中国传统村落”。壁洲村的“永隆桥”属福建省文物保护单位，据《福建通志》记载，系明洪武二十年(1387)所建，是福建省内尚存的古屋桥中最古老的一座。